# Gjerrild Klint
Gjerrild Klint är ett stup i Danmark. Det ligger i Region Mittjylland, i den nordöstra delen av landet. Gjerrild Klint ligger upp till 20 meter över havet.
Närmaste större samhälle är Grenå, 11,1 km söder om Gjerrild Klint.